# Otogizōshi

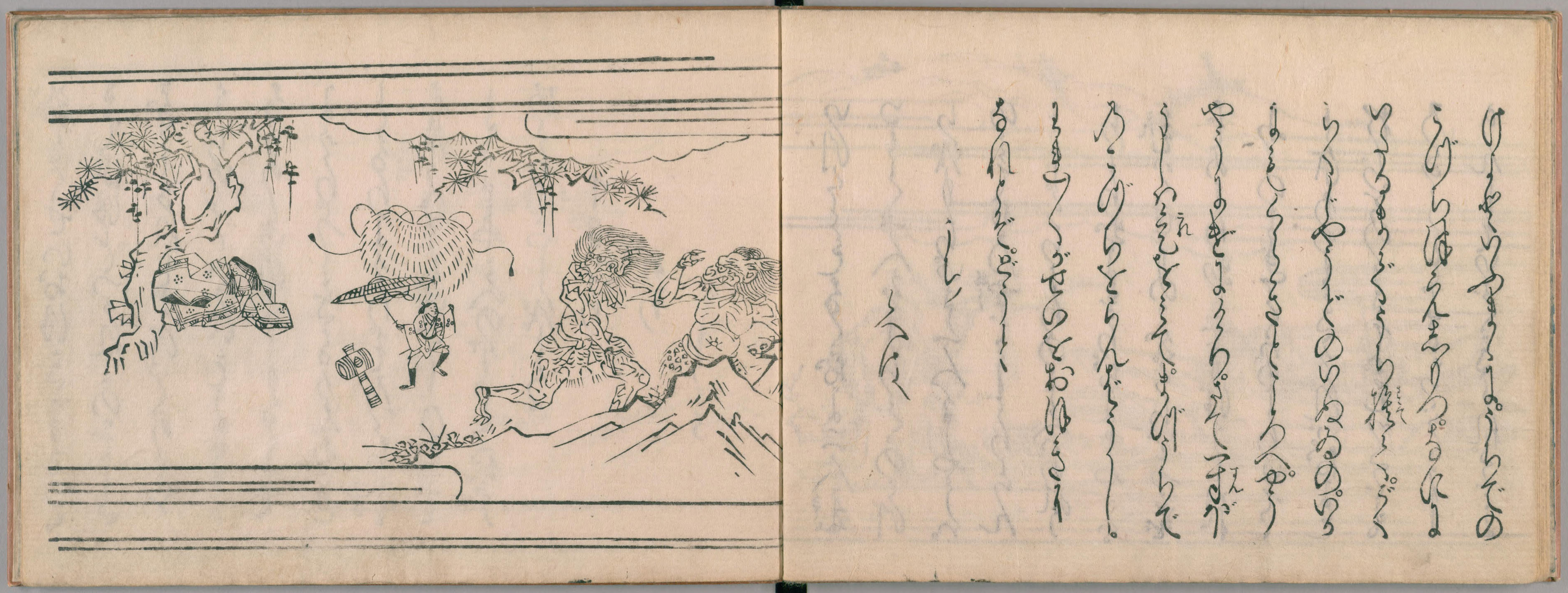
Illustrazione da una storia di otogizōshi, pubblicata c. 1725.

Otogizōshi (御伽草子?, otogi-zōshi, "libri di compagnia") indica un gruppo di circa 350 storie in prosa scritte in Giappone principalmente durante l'epoca Muromachi (1392-1573); nel linguaggio giapponese di oggi è diventato sinonimo di favola. Queste brevi storie illustrate, di autore anonimo, insieme formano una delle opere letterarie più rappresentative del medioevo giapponese.

## Panoramica
Questo tipo di breve prosa narrativa giapponese è spesso considerato un genere di transizione, che costituisce il ponte tra la letteratura di corte dell'epoca Heian (794-1160) e i più popolari kanazōshi (storie scritte in kana) e ukiyozōshi (storie del mondo fluttuante) dell'epoca Edo (1600-1868). Le storie sono illustrate in stile Nara-ehon, stile che di per sé collega i dipinti su rotoli dell'epoca Heian con i libri xilografati del periodo Edo. Ciò suggerisce che otogizōshi dovesse essere letto a voce, con le illustrazioni che servivano come guida al testo.
Poiché le storie erano recitate davanti a una platea, la narrativa è semplice, con poche descrizioni, approfondimenti, o sviluppi. La maggioranza delle storie sono racconti d'avventura, spesso centrati su un'unica figura eroica. Per far avanzare la trama, i passaggi di tempo sono rapidi, con personaggi che a volte invecchiano di anni o decenni nel giro di una sola frase.
L'otogizōshi copre molti argomenti, tra problemi materiali (amore, matrimonio, famiglia) e spirituali (la ricerca dell'illuminazione, apparizioni del Buddha), avventure marziali e fantasy; mentre alcune storie hanno un chiaro carattere didattico, gran parte dell'otogizōshi sembra essere stato composto (come il nome suggerisce) solo per intrattenimento.

## Categorie diotogizōshi

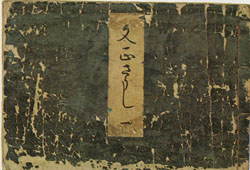
Copertina di un volume di otogizōshi, pubblicato c. 1725.

Otogizōshi è stato diviso in più categorie:
- storie dell'aristocrazia, derivate da lavori precedenti come la Storia di Genji, Storia della famiglia Taira, e Taiheiki;
- storie a sfondo religioso;
- storie di guerrieri, spesso basate sulla Storia di Soga e Storia di Yoshitsune;
- storie di paesi stranieri, basati sulla Konjaku monogatari.

Le più famose di queste storie, però, sono riformulazioni dei miti giapponesi, come Issun-bōshi, la storia di un ragazzo alto un pollice che supera innumerevoli ostacoli fino ad ottenere successo nella capitale.

## Origine del termineotogizōshi
Il termine otogi significa letteralmente "compagno", per cui la traduzione letterale è "racconto compagno"; questo termine, però, non fu in uso fino al 1725, quando un editore di Osaka pubblicò un gruppo di 23 libretti illustrati dal titolo Shūgen otogibunko (Libreria della compagnia fortuita): poiché altri editori pubblicarono le loro versioni di Shūgen otogibunko, cominciarono a riferirsi all'insieme completo come otogizōshi. Gradualmente il termine venne a identificare tutte le opere del periodo Muromachi o degli inizi del periodo Edo che esibivano lo stesso stile generale delle storie dello Shūgen otogibunko.

## Storia della critica diotogizōshi
L'otogizōshi salì all'attenzione dei critici alla fine del XIX secolo. Per la maggior parte, gli studiosi hanno avuto un atteggiamento critico nei confronti di questo genere, sminuendolo per le sue cadute di stile in confronto alla letteratura aristocratica delle epoche Heian e Kamakura; di conseguenza, i libri di testo scolastici in Giappone spesso omettono ogni riferimento all'otogizōshi nelle loro dissertazioni sulla letteratura medievale giapponese. Recenti studi, però, hanno cercato di capovolgere questa posizione critica, sottolineando la vitalità e il fascino intrinseco di questo genere poco apprezzato.
| Controllo di autorità | NDL (EN, JA) 00568994 |